# Aktiver under forvaltning
Aktiver under forvaltning, eller på engelsk assets under management (AUM), er en fagterm, der bruges inden for finansiering til at beskrive markedsværdien af de samlede finansielle aktiver, som en finansiel institution har under forvaltning. Disse aktiver kan være forvaltet på vegne af kunder/brugere eller på vegne af institutionen selv.
Aktiver under forvaltning (AUM) er en populær metrik, som anvendes inden for den finansielle industri, som et mål for finansielle institutioners størrelse og succes. Det anvendes typisk med henblik på at sammenligne med tidligere perioders og/eller konkurrerende finansielle institutioners størrelse og afkast. Metoder til opgørelse af AUM varierer mellem virksomheder, ligesom der findes forskelle på opgørelsesmetode i henhold til diverse decentrale protokoller.
Investeringsselskabers gebyropkrævning fra kunder opgøres typisk som en andel af de aktiver de forvalter. Således vil et investeringsselskabs aktiver under forvaltning (AUM) kombineret med selskabets gennemsnitlige gebyrsats typisk udgøre investeringsforvaltningsselskabs topindtjening. Gebyrstrukturen kan dog afhænge af aftalte ordninger mellem hver klient og firmaet eller fonden. 
Aktiver under forvaltninger kan både stige og falde. De øges, når investeringsafkastet enten er positiv, eller når nye kunder – derpå nye investeringsmidler/-aktiver – bringes ind i virksomheden. Omvendt falder AUM, når investeringsafkastet er negativt og kunder indfrier deres midler og forlader virksomheden. Stigende AUM øger normalt de samlede gebyrindtægter, som et investeringsselskabers genererer. Dog har investeringsselskaber typisk skalafordele hvilket betyder, at investeringsselskaber med højt AUM typisk opkræve mindre gebyrer per krone under forvaltet sammenliget med investeringsselskaber med lavere AUM.